# Łobojkiwka
Łobojkiwka (ukr. Лобойківка) – wieś na Ukrainie, w obwodzie dniepropetrowskim, w rejonie dnieprzańskim. W 2025 liczyła 2749 mieszkańców, spośród których 2649 wskazało jako ojczysty język ukraiński, a 100 osoby się nie zadeklarowały.